# Heliamphora pulchella
Heliamphora pulchella (česky heliamfora přepěkná[zdroj⁠?!]) je druh masožravé rostliny z rodu Heliamphora.
Je to jedna z nejmenších heliamphor společně s Heliamphora minor s kterou je blízce příbuzná.
Heliamphora pulchella roste na stolových horách ve Venezuele a Guyaně (Akopan tepui, Amuri tepui a Churi tepui).
Hmyz lapá do svých kornoutovitě svinutých, vystoupavých láček, které jsou uvnitř pokryty chloupky směřujícími dolu (hmyz sklouzne do láčky a už se přes chloupky nedostane ven). V láčkách jsou bakterie, které kořist rozloží a heliamphora látky vstřebá.